# More To Life
More To Life är ett musikalbum av artisten Yasin. Albumet är Yasins andra album, och släpptes den 5 oktober 2020 via skivbolaget BRKN Records. Det innehåller tretton låtar, med Dante Lindhe och Mona Masrour som gästar på låtarna Canada Goose respektive Edu. Låtarna är producerade av Amr Badr, Cez, Victizzle, Ill.e, FWDSLXSH, Simon On The Moon, Singawd, Maneesh och Mike Hector. 

## Låtar på albumet
| Nr  | Titel                           | Längd | Notering |
| --- | ------------------------------- | ----- | -------- |
| 1.  | No Talk                         | 1:43  |          |
| 2.  | Canada Goose (med Dante Lindhe) | 2:40  |          |
| 3.  | Pull Up                         | 3:01  |          |
| 4.  | Creative                        | 2:54  |          |
| 5.  | On Sight                        | 2:10  |          |
| 6.  | Get The Strap                   | 2:25  |          |
| 7.  | More To Life (Interlude)        | 1:43  |          |
| 8.  | Stressa                         | 2:36  |          |
| 9.  | Edu (med Mona Masrour)          | 2:37  |          |
| 10. | Applause                        | 2:05  |          |
| 11. | Another Way                     | 2:02  |          |
| 12. | Ciaga                           | 3:00  |          |
| 13. | Nirvana                         | 1:57  |          |